# Antoine de Gruyère
Antoine de Gruyère, né vers 1395 et mort en 1433/34, est un comte de Gruyère et seigneur d'Aubonne, issu de la famille de Gruyère, de la première moitié du XVe siècle.

## Biographie
Antoine est le fils de Rodolphe de Gruyère et d'Antoinette de Salins-la-Tour, et donc petit-fils de Rodolphe IV de Gruyère. Âgé de 9 ans lors des décès de son père et de son grand-père, il est placé sous la tutelle du jeune comte de Savoie Amédée VIII ; ce dernier confie son éducation à Jean de Prangins, chantre de Lausanne et place la gestion du comté de Gruyère entre les mains de Jean de Blonay avant de le remplacer par Louis de Joinville. 
Malgré son jeune âge Antoine accomplit l'acte de foi et hommage qu'il devait au comte de Savoie le 19 novembre 1404. À l'âge de 14 ans, il acquiert la « capacité d'action » mais toujours sous la tutelle du comte de Savoie. Ce n'est qu'à l'âge de 25 ans, comme c'était l'usage, qu'il put régner seul. 
En héritant du comté il se voit chargé des dettes contractées par ses ancêtres. Il est ainsi il contraint de vendre divers droits et rentes : à Étienne de Divonne, abbé de Bonmont, à qui il cédait le droit de rachat d'une rente sur le couvent, à Pierre Bergeri, prieur de la Chartreuse de la Part-Dieu, à Amédée et Girard Champion, à qui il cède des droits sur la dîme de Saint-Saphorin. À cela vient s'ajouter les prétentions du comte de Savoie qui veut s'approprier les seigneuries d'Aubonne et de Coppet relevant de Jeanne Alamandi alors veuve d'Othon III de Grandson et fille d'Agnès de Joinville (la famille de Joinville tenait à cette époque la baronnie de Gex ancienne possession de la Maison de Savoie) ; sur ce dernier point, un arrangement fut trouvé et Antoine resta en possession de ces seigneuries.
D'une relation avec une maîtresse il a ses deux premiers fils. Voulant assurer sa succession au soir de sa vie, il envoie une supplique à l'empereur Sigismond Ier afin de les légitimer ; ce dernier lui répond favorablement :
« Sigismond, par la clémence de Dieu empereur des Romains, toujours auguste, roi de Hongrie, de Bohême, de Dalmatie, de Croatie. Ayant reçu de la part de noble Antoine, comte de Gruyère et seigneur de Montsalvens, notre cher féal et celui du saint Empire, une humble requête, tendante à obtenir, pour lui et ses successeurs, la confirmation des diplômes qui lui ont été conférés par les empereurs romains et les rois nos prédécesseurs, ainsi que des usages, coutumes et droits dont lui et ses ancêtres ont joui jusqu'ici dans leurs terres et domaines ; considérant les mérites du dit Antoine et de ses pères envers nous et le saint Empire, nous lui accordons les fins de sa requête. En foi de quoi nous avons apposé à la présente charte le sceau de notre majesté impériale. Donné à Rome, le 8 août de l'an de notre seigneur 1433 ».

## Famille
Antoine de Gruyère épouse Jeanne, (? - 27 septembre 1433), fille de Jean de Noyer. Le couple est sans enfants.
D'une maîtresse, il a :
- François Ier (v. 1416/1418-v. 1475), qui lui succédera : père de Louis († 1492), et de François III († 1500).
- Jean  († apr. 1464), seigneur de Montsalvens, légitimé en 1433, ∞ le 18 juillet 1447 Perronette (? - 1455/59), dame de Sales et de Vaulruz, fille de Jean de Blonay et de Madeleine de Colombier
  - Jean Ier (1455-1514), qui succédera, en 1500, à la tête du comté à François III.
- Antoine (mort en 1502), dit de Gruyère-Aigremont, ce dernier n'est pas légitimé et reste un "bâtard de Gruyère". Il reçoit en héritage la seigneurie d'Aigremont, donnant naissance à la branche des Gruyère-Aigremont. ∞ (1464) Jeanne de Saliceto.